# Stephanauge annularis
Stephanauge annularis är en havsanemonart som beskrevs av Oscar Henrik Carlgren 1936. Stephanauge annularis ingår i släktet Stephanauge och familjen Hormathiidae. Inga underarter finns listade i Catalogue of Life.